# Sergey Smirnov
Sergey Valentinovich Smirnov (em russo: Сергей Валентинович Смирнов; São Petersburgo, 17 de setembro de 1960) é um ex-atleta russo, especialista em arremesso de peso. Foi vice-campeão europeu indoor em 1986.
Em representação da União Soviética, esteve presente nos Jogos Olímpicos de 1988, em Seul, onde foi oitavo classificado na final, posicionando-se atrás de Ulf Timmermann (RDA), Randy Barnes (EUA), Werner Günthör (Suíça), Udo Beyer (RDA), Remigius Machura (Checoslováquia), Gert Weil (Chile) e Alessandro Andrei (Itália).
A sua melhor marca pessoal ao ar livre é de 22.24 m e foi obtida em Tallinn em 1986. Em pista coberta tem um registo de 21.40 m realizado em 1987.